# Trofeo Miguel Muñoz
Il Trofeo Miguel Muñoz è un premio istituito dal giornale Marca dalla stagione 2005–06, in memoria del leggendario allenatore del Real Madrid, Miguel Muñoz.
Il premio è basato su un sistema di punteggio soggettivo. L'allenatore con il più alto punteggio totale, tra Liga e Segunda División, alla fine della stagione è il vincitore.

## Vincitori

### Primera División
| Stagione | Allenatore        | Nazionalità | Club              | Punteggio |
| -------- | ----------------- | ----------- | ----------------- | --------- |
| 2005-06  | Bernd Schuster    | Germania    | Getafe            | 63        |
| 2006-07  | Juande Ramos      | Spagna      | Siviglia          | 63        |
| 2006-07  | Marcelino         | Spagna      | Recreativo Huelva | 63        |
| 2007-08  | Manuel Pellegrini | Cile        | Villarreal        | 69        |
| 2008-09  | Pep Guardiola     | Spagna      | Barcellona        | 77        |
| 2009-10  | Pep Guardiola     | Spagna      | Barcellona        | 77        |
| 2010-11  | José Mourinho     | Portogallo  | Real Madrid       | 72        |
| 2011-12  | José Mourinho     | Portogallo  | Real Madrid       | 77        |
| 2012-13  | Tito Vilanova     | Spagna      | Barcellona        | 252       |
| 2013-14  | Diego Simeone     | Argentina   | Atlético Madrid   | 269.5     |
| 2014-15  | Carlo Ancelotti   | Italia      | Real Madrid       | 247.5     |
| 2015-16  | Diego Simeone     | Argentina   | Atlético Madrid   | 243.5     |

### Segunda División
| Stagione | Allenatore           | Nazionalità | Club               | Punteggio |
| -------- | -------------------- | ----------- | ------------------ | --------- |
| 2005-06  | Unai Emery           | Spagna      | Lorca Deportiva CF | 76        |
| 2006-07  | Unai Emery           | Spagna      | Almería            | 78        |
| 2007-08  | Manuel Preciado      | Spagna      | Sporting Gijón     | 77        |
| 2008-09  | Marcelino            | Spagna      | Real Saragozza     | 78        |
| 2009-10  | Luis García Plaza    | Spagna      | Levante            | 81        |
| 2010-11  | José Ramón Sandoval  | Spagna      | Rayo Vallecano     | 85        |
| 2011-12  | Juan Antonio Anquela | Spagna      | Alcorcón           | 84        |
| 2012-13  | Fran Escribá         | Spagna      | Elche              | 293.5     |
| 2013-14  | Gaizka Garitano      | Spagna      | Eibar              | 272       |
| 2014-15  | Abelardo             | Spagna      | Sporting Gijón     | 287.5     |
| 2015-16  | Asier Garitano       | Spagna      | Leganés            | 266.5     |